# William C. Marshall
William Cecil Marshall (29. april 1849 i Mayfair - 24. januar 1921 i Hindhead) var en britisk tennisspiller, som tabte den allerførste Wimbledon-finale i herresingle til Spencer Gore med 1-6, 2-6, 4-6. Marshall var en defensiv spiller, der i finalen ikke havde en chance mod den mere aggressive Gore, og kampen var overstået på blot 48 minutter. Kampen blev overværet af 200 tilskuere, der hver havde betalt 1 shilling i entre.
Han deltog også i Wimbledon-mesterskaberne i 1879, hvor han tabte til den senere mester John Hartley i tredje runde, og i 1880, hvor han tabte i første runde.